# آخرین شانس (رمان)
آخرین شانس رمانی مهیج نوشته هارلن کوبن است که در سال ۲۰۰۳ منتشر شد. این اثر نخستین کتاب بین‌المللی بود که در سال ۲۰۰۳ بخاطر اقبال جهانیش در کلوب کتاب ماه سال ۲۰۰۳ انتخاب شد. 

## داستان
دکتر مارک سیدمن دوبار تیر خورده، همسرش به قتل رسیده و دختر شش ماهه اش ربوده شده است. وقتی یادداشت اخاذی به دستش می رسد، می داند که تنها یک شانس برای بهبود اوضاع دارد. ولی نمی‌تواند به جایی رو بیندازد و به کسی اعتماد کند. 